# Eichhörnchen (Wappentier)
Das Eichhörnchen ist in der Heraldik ein kleines Wappentier.
Als gemeine Figur ist es in vielen Wappen schon seit vielen Jahrhunderten vertreten, aber häufig über die Zeit durch andere Wappenfiguren verdrängt worden. Das im Wappen vorkommende Tier ist überwiegend das europäische Eichhörnchen.

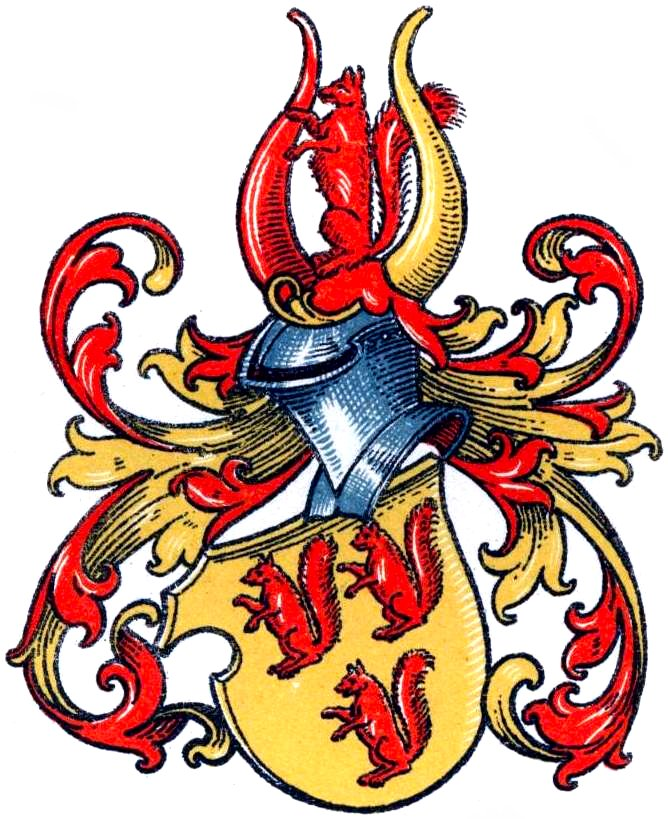
Wappen derer von Aswede

Es wird einmal sitzend, das andere Mal springend gezeigt. Auch auf einem heraldischen Baum oder Ast als Unterlage sitzt oder springt es gerne umher. Die Hauptblickrichtung ist nach der heraldisch rechten Seite. Bei der Farbgebung (Tingierung) sind alle Farben erlaubt. Um aber das Eichhörnchen im Wappen eindeutig darzustellen, wird Rot bevorzugt. Am buschigen Schwanz und seiner typischen Sitzhaltung ist es ohne Wappenbeschreibung (Blasonierung) zu erkennen. Abweichende Tinktur (Farbgebung) bei der Bewehrung (Krallen usw.) ist nicht gebräuchlich. Es kommen auch mehrere gleichgeartete Hörnchen nebeneinander, übereinander oder im Dreipass (zumeist 2:1) vor. 
Besonders beliebt ist die Beigabe einer Eichel, einer Nuss oder eines Nadelholz-Zapfens. Das Eichhörnchen hält diese häufig gleichgefärbten Dinge mit den Vorderpfoten.

## Beispiele
- Bildfüllend im Wappen von Pfrondorf
- Auf einem Baumstumpf eine Nuss knabbernd im Wappen von Bertingen
- Im 17. Jahrhundert zeigte das Wappen von Volken eine Tanne, zwei Eichhörnchen und zwei Pflugscharen
- Im Wappen von Neuenkirchen (bei Greifswald) drei Eichhörnchen in Gold, jedes eine goldene Nuss haltend
- Im Wappen von Eckernförde läuft ein rotes Eichhörnchen über einen am Wasser stehenden Turm
- Das Wappen von Raesfeld zeigt u. a. zwei rote Tiere, pfahlweise gestellt
- Im Wappen von Titisee-Neustadt sitzt es auf einem der im Schwarzwald zahlreich vorhandenen Nadelbäume – ähnlich ist es in Auma-Weidatal/Landkreis Greiz (Thüringen)
- Kompaniewappen der 5. Kompanie des Fernmelderegiment 1
- Im Wappen der Gemeinde Pfaffing (Oberösterreich) ein Eichhörnchen mit einem Zapfen. Die Würfel deuten auf das Frankenburger Würfelspiel hin.
- Die Gemeinden Westensee und Emkendorf haben im Wappen ein Eichhörnchen mit Nuss bzw. Eichel. Das Wappen geht zurück auf das  im 14. Jahrhundert erloschene Westenseer Rittergeschlecht

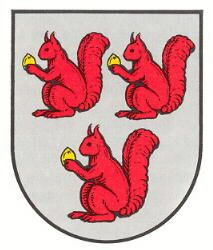
3 Eichhörnchen mit Nuss (2:1) im Wappen Otterberg
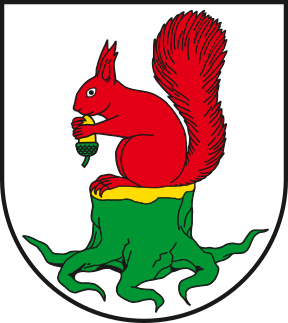
Eichhörnchen im Wappen von Bertingen
Eichhörnchen im Wappen von Emkendorf
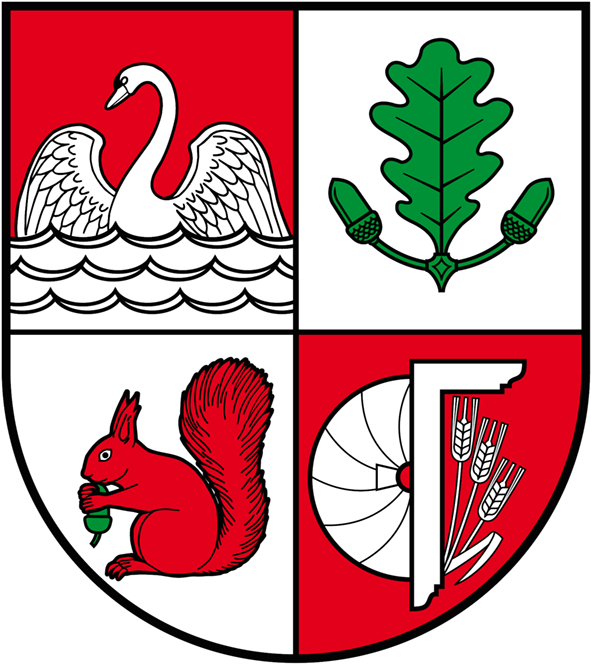
Wappen von Angern
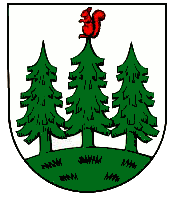
Wappen von Auma-Weidatal
Wappen von Eckernförde
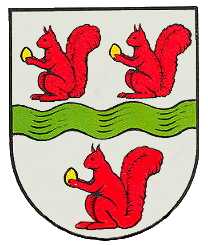
Wappen von Erlenbach, einem Stadtteil von Kaiserslautern
Wappen von Görwihl/Landkreis Waldshut
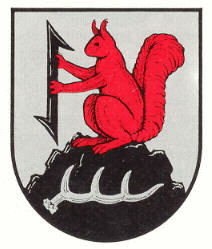
Wappen von Hirschhorn/Pfalz
Wappen von Neuenkirchen (bei Greifswald)
Wappen von Titisee-Neustadt
Wappen des Tübinger Stadtteils Pfrondorf
Wappen der Gemeinde Westensee
Wappen von Aeugst am Albis, Schweiz
Wappen von Noormarkku, Finnland
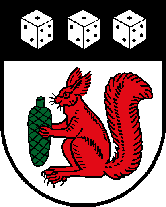
Wappen der Gemeinde Pfaffing
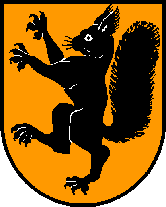
Aufgerichtet im Wappen der Gemeinde Weilbach, beide Oberösterreich
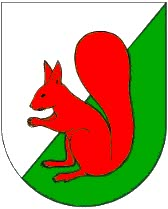
Wappen von Senec u Rakovníka, Tschechien